# Longares
Longares (aragónul Longars) település Spanyolországban,  Zaragoza tartományban. Longares Muel, Mezalocha, Villanueva de Huerva, Tosos, Cariñena és Alfamén községekkel határos. Lakosainak száma 830 fő (2024).

## Népesség
A település népessége az utóbbi években az alábbiak szerint változott:
| Lakosok száma | 948  | 906  | 873  | 896  | 895  | 898  | 798  | 811  | 882  | 830  |
|               | 2001 | 2004 | 2007 | 2009 | 2012 | 2014 | 2017 | 2019 | 2022 | 2024 |